# شريط الفيديو

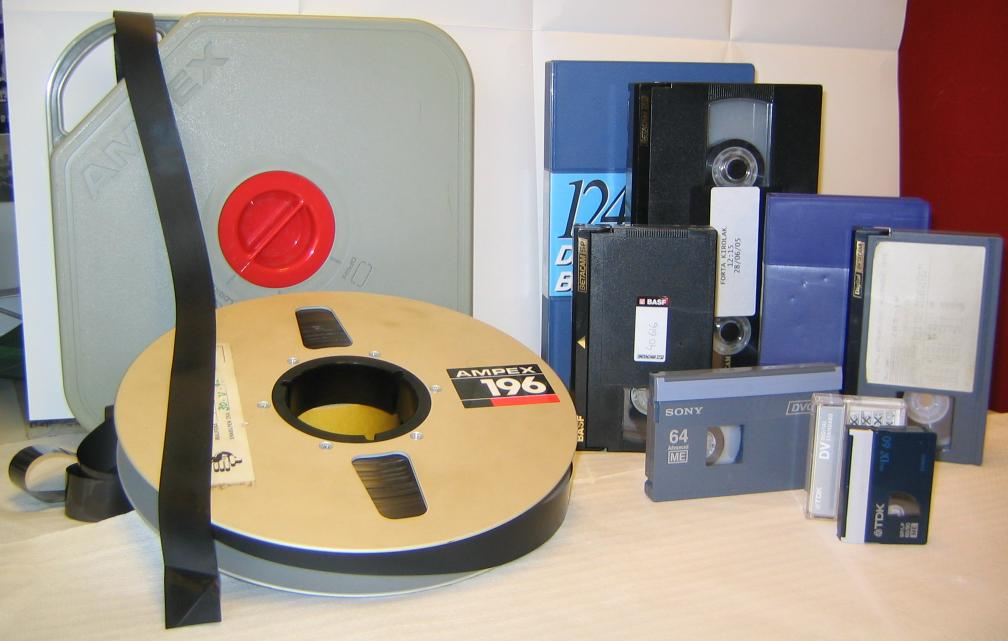
صورة توضح أشرطة الفيديو بأنواعها

شريط الفيديو (بالإنجليزية: Videotape)‏ هو شريط مغناطيسي يستخدم لتخزين الفيديو وعادة ما يخزن الصوت كذلك. يمكن أن تكون المعلومات المخزنة على شكل إشارة تناظرية أو إشارة رقمية. يُستخدم شريط الفيديو في كل من مسجلات أشرطة الفيديو (VTRs) أو بشكل أكثر شيوعاً مسجلات عليبات الفيديو (VCR) وكاميرات الفيديو. تُستخدم أشرطة الفيديو أيضًا لتخزين البيانات العلمية أو الطبية، مثل البيانات التي ينتجها تخطيط كهربائية القلب. نظرًا لأن إشارات الفيديو تحتوي على نطاق ترددي عريض جداً، وتتطلب الرؤوس الثابتة سرعات أشرطة عالية للغاية، ففي معظم الحالات  يُدَوَّر رأس فيديو مسح حلزوني مقابل الشريط المتحرك لتسجيل البيانات في بعدين. يعد الشريط طريقة خطية لتخزين المعلومات، وبالتالي يفرض تأخيرات للوصول إلى جزء من الشريط ليس تحت الرؤوس بالفعل. شهدت أوائل العقد الأول من القرن الحادي والعشرين ظهور وانتشار وسائط تسجيل الفيديو العشوائية عالية الجودة، مثل الأقراص الصلبة وذاكرة الفلاش. ومع تطور هذه التقنيات، تراجع استخدام أشرطة الفيديو تدريجياً، حيث أصبحت تُستخدم بشكل رئيس للأغراض الأرشيفية والتطبيقات المتخصصة.